# ひとり囃子
「ひとり囃子－"祇園祭より"－」（ひとりばやし ぎおんまつりより）は小柳ルミ子の12枚目のシングル。1974年6月10日にワーナー・パイオニアから発売された。

## 概要
A面B面の両曲とも先行リリースされたアルバム『あたらしい友達』からのシングル・カットであり、小柳にとって初のシングル・カット作品となる。ただし、A面の「ひとり囃子－"祇園祭より"－」はアルバム・ヴァージョンとアレンジが異なる。B面「赤い燈台」は、作曲者の吉田拓郎がアルバム『ぷらいべえと』（1977年）でセルフ・カヴァーしている。

## 収録曲
1. ひとり囃子－"祇園祭より"－（4'09"）
作詞：喜多条忠／作曲：平尾昌晃／編曲：森岡賢一郎
2. 赤い燈台（4'08"）
作詞：岡本おさみ／作曲：吉田拓郎／編曲：森岡賢一郎